# Dubays ibn Alí
Abu-l-Aazz Dubays (I) ibn Alí ibn Màzyad Nur-ad-Dawla (àrab: أبو الأعز دبيس بن علي بن مزيد نور الدولة, Abū l-Aʿazz Dubays b. ʿAlī b. Mazyad Nūr ad-Dawla) o, més senzillament, Dubays (I) ibn Alí fou emir mazyàdida d'al-Hilla. Va succeir el seu pare Alí ibn Màzyad el 1017.
Va posar fi a l'enfrontament que el seu pare tenia amb els Banu Dubays a la frontera entre l'Iraq i Khuzestan (Ahwaz). El seu germà Abu l-Hasan al-Mukallab aspirava a dirigir la família i quan va fracassar en un intent de prendre el poder, va haver de fugir a Mossul, demanant asil l'uqàylida Kirwash ibn al-Mukallab, el que va portar al conflicte amb Dubays I.
També va participar en la lluita entre pretendents buwàyhides a l'Iraq, Jalal-ad-Dawla (fill de Bahà-ad-Dawla) i el seu nebot Abu-Kalijar (fill de Sultan-ad-Dawla), a partir del 1025, donant suport a Abu Kalidjar (al-Mukallab donava suport a Jalal-ad-Dawla). El territori de Dubays fou envair el 1030 pels seus rivals i va haver de sotmetre's a Jalal-ad-Dawla i pagar pagar un tribut considerable.
Un altre germà, Thabit, va fer aliança amb el general Arslan al-Basasiri i amb els Banu Khafadja. Les aliances però es van capgirar més tard i el 1054 al-Basasiri era el seu aliat i cunyat i l'ajudava contra els Banu Khafadja que l'atacaven a al-Djamian (o al-Djamiayn, la futura al-Hilla). Al final del 1055 al-Basasiri es va refugiar a al-Hilla però Toghril Beg I va ordenar a Dubays trencar amb ell, i el general va haver de marxar a Rahba però quan va poder Dubays va tornar a l'aliança amb el seu cunyat i es va revoltar contra Toghrul (1056) que fou expulsat de l'Iraq el gener del 1057.
Tughril va rebre reforços des de Pèrsia, i va avançar cap a Mossul, que va conquerir; després va seguir cap a Nísibis. Dubays i l'uqàylida Qurayx van tornar al seu partit i al-Basasiri va retornar a Rahba amb els turcs de Bagdad i un grup d'uqàylides. Quan va arribar el seljúcida Ibrahim Inal, germà de Tughril, que odiava als àrabs, Kuraysh va renovar la seva aliança amb al-Basasiri, i Dubays va fer el mateix i va retornar a al-Djamiayn (al-Hilla). Tughril va deixar a Inal a Mossul, retornant a Bagdad on fou rebut pel califa que li va donar el títol de rei d'Occident i d'Orient (24 de gener de 1058).
Ibrahim Inal al cap de poc es va declarar obertament en rebel·lió contra el seu germà i va marxar cap al Jibal. El 5 de novembre de 1058 Tughril Beg va abandonar Nísibis que havia ocupat i va perseguir al seu germà. Així Iraq va quedar lliure de forces seljúcides i al-Basasiri no va trigar a tornar a Hit i després a al-Anbar. El califa al-Qaim, ple de dubtes, no sabia si sortir de Bagdad o no, i Dubays li va oferir refugi als seus dominis, però finalment va restar a la capital. El 27 de desembre al-Basasiri va entrar a Bagdad (part occidental) amb 400 cavallers i l'1 de gener de 1059 va fer la khutba en nom del califa fatimita. El 8 de gener va travessar el riu i el califa fatimita fou proclamat a la mesquita de Rusafa a la part oriental.
Toghrul va triomfar sobre el seu germà Ibrahim Inal (juliol del 1059) i estava disposat a tornar a Bagdad. Va oferir a al-Basasiri de deixar-li Bagdad a canvi de fer la khutba en el seu nom, restablint a al-Qaim al tron, assegurant que en aquest cas no tornaria a Bagdad, però al-Basasiri no va voler acceptar canviar de bàndol. Tughril finalment va avançar cap a Bagdad. El califa fou alliberat i es va reunir amb Tughril a Naharawan l'1 de gener de 1060 i l'endemà el califa va entrar al seu palau. Kuraysh ja havia abandonat a al-Basasiri i aquest havia sortit de Bagdad el 14 de desembre amb la seva família i s'havia refugiat a Kufa. No gaire després els soldats de Tughril van atrapar a al-Basasiri que estava en companyia de Dubays. Aquest va passar altre cop al bàndol de Tughril però al-Basasiri s'hi va negar i va presentar batalla en la qual va morir.
Dubays es va mantenir com a vassall seljúcida a Hilla fins a la seva mort el 1082 a l'edat de 80 anys. El va succeir el seu fill Bahà-ad-Dawla Abu-Kàmil Mansur.